# Ettore Romoli
Ettore Romoli (Firenze, 9 aprile 1938 – Udine, 14 giugno 2018) è stato un politico italiano.
Dapprima senatore e in seguito deputato, è stato sindaco di Gorizia dal 2007 al 2017. Dal 22 maggio 2018 fino alla sua morte ha ricoperto anche la carica di presidente del Consiglio regionale del Friuli-Venezia Giulia.

## Biografia
Laureato in economia e commercio all'Università di Trieste, dal 2007 al 2017 ricoprì la carica di sindaco di Gorizia, contribuendo a rendere la città un centro nevralgico per le relazioni europee con l'adesione al GECT. Nei primi anni 80 fu consigliere comunale di Gorizia tra le liste del Movimento Sociale Italiano. Nel 1994 fu uno dei fondatori di Forza Italia in Friuli-Venezia Giulia, venendo eletto dapprima senatore nel medesimo anno e nel 2001 deputato, e assumendo anche il ruolo di coordinatore regionale di Forza Italia.
Dopo il suo decennio di sindacatura, in occasione delle elezioni regionali del 2018, si candidò a sostegno del candidato governatore leghista Massimiliano Fedriga e venne eletto presidente del Consiglio regionale, entrando in carica il 22 maggio. Tuttavia, morì improvvisamente nelle prime ore del 14 giugno successivo all'età di 80 anni a seguito dell'aggravarsi delle sue condizioni di salute dopo essere stato sottoposto a un intervento chirurgico.